# 1260 Walhalla
Az 1260 Walhalla (ideiglenes jelöléssel 1933 BW) a Naprendszer kisbolygóövében található aszteroida. Karl Wilhelm Reinmuth fedezte fel 1933. január 29-én, Heidelbergben.